# 金正熙
金 正熙（キム ジョンヒ、英: Kim Jeong-hui、1921年7月9日 - 1975年11月2日）は北朝鮮の建築家・都市計画家。1940年代から1950年代にかけて、平壌の都市計画に携わったことで知られる。一般にも1987年に公開された映画『ある建築家に関する話』（한 건축가에 대한 이야기）で知られるようになる。
平壌は朝鮮戦争で壊滅的に破壊されたが、停戦後、ソ連の援助で復興事業が開始され、1951年の金の都市デザインにより、社会主義国特有の広場や、スターリン様式を取り入れたプロパガンダ色の濃い町が建設された。金はその後、平壌のみならず北朝鮮各地の都市復旧建設事業に尽力していく。

## 人物
平安北道の農家の子として出生。1934年に定州にある五山高等普通学校（五山学校、現五山高等学校）に入学。卒業後の1939年に日本に渡り、日本大学旧工学部（現・日本大学理工学部）予科に入学、1941年には建築学科に進学した。ところが1943年には共産主義運動に関与した疑いで、特別高等警察によって逮捕され拷問を受けた。釈放後の1944年に大学を卒業し、朝鮮に戻る。
1945年8月15日の解放日までの間は、中等技術学校の教師を勤めていた。朝鮮の植民支配からの解放の後には、早い段階で金は北朝鮮建国後、同国建築家同盟を結成し副委員長に就任、1946年には朝鮮共産党に入党した。また、金日成大学（現金日成総合大学）の大学院にも籍を置いている。1947年9月に政府の決議で当時のソ連に渡り、翌1948年にモスクワ建築大学の大学院に入学して都市計画理論を学ぶ。成績は高い評価を受けていたようである。1950年に朝鮮戦争が勃発すると、同年に帰国指示を受けるが、1951年に学術論文を完成するため、再びソ連に渡る。1953年に論文の審査に合格し、論文は直ちに朝鮮語に翻訳されて『都市建設』というタイトルで2000部が出版されたという。
帰国後、1953年に内閣国家建設委員会部長、1954年には建築家同盟の中央委員に就任、1956年に同盟の委員長に就任した。同年9月には東ベルリンで開催された各国の建築家同盟の書記長会議に参席し、同年10月には平壌建設大学の学長に就任した。1959年には国家建設委員会副委員長となって中国を訪問している。1964年には内閣設計総局の、1968年には内閣都市計画指導局の局長となっている。1975年に死去しているが、安州市の工事現場で職務中に事故死したとされる。墓は愛国烈士陵にある。